# Microregione di Furos de Breves
La Microregione di Furos de Breves è una microregione dello Stato del Pará in Brasile, appartenente alla mesoregione di Marajó.

## Comuni
Comprende 5 comuni:
- Afuá
- Anajás
- Breves
- Curralinho
- São Sebastião da Boa Vista